# Фінал Кубка Стенлі 1996

Фінал Кубка Стенлі 1996 (англ. Stanley Cup Finals) — 104-й загалом фінал Кубка Стенлі та сезону 1995–1996 у НХЛ між командами «Флорида Пантерс» та «Колорадо Аваланч». Фінальна серія стартувала 4 червня в Денвері, а фінішувала 11 червня перемогою «Колорадо Аваланч».
У регулярному чемпіонаті «Флорида Пантерс» фінішували четвертими в Східній конференції набравши 92 очка, а «Колорадо Аваланч» посіли друге місце в Західній конференції з 104 очками.
У фінальній серії перемогу здобули «Колорадо Аваланч» 4:0. Приз Кона Сміта (найкращого гравця фінальної серії) отримав нападник «Лавин» Джо Сакік.
Цей фінал став першим для команди з Денверу після їхнього переїзду з Квебеку й зміни назви з «Квебек Нордікс» на «Колорадо Аваланч».

## Шлях до фіналу
| Західна конференція     |          |                   |                   |                                                    |
| Стадія                  | Суперник | Суперник          | Загальний рахунок | Результати матчів                                  |
| Чвертьфінал конференції | 7        | Ванкувер Канакс   | 4 : 2             | 5:2, 4:5, 4:0, 3:4, 5:4 (ОТ), 3:2                  |
| Півфінал конференції    | 3        | Чикаго Блекгокс   | 4 : 2             | 2:3 (ОТ), 5:1, 3:4 (ОТ), 3:2 (3ОТ), 4:1, 4:3 (2ОТ) |
| Фінал конференції       | 1        | Детройт Ред Вінгз | 4 : 2             | 3:2 (ОТ), 3:0, 4:6, 4:2, 2:5, 4:1                  |

| Східна конференція      |          |                     |                   |                                         |
| Стадія                  | Суперник | Суперник            | Загальний рахунок | Результати матчів                       |
| Чвертьфінал конференції | 5        | Бостон Брюїнс       | 4 : 1             | 6:3, 6:2, 4:2, 2:6, 4:3                 |
| Півфінал конференції    | 1        | Філадельфія Флайєрз | 4 : 2             | 2:0, 2:3, 1:3, 4:3 (ОТ), 2:1 (2ОТ), 4:1 |
| Фінал конференції       | 2        | Піттсбург Пінгвінс  | 4 : 3             | 5:1, 2:3, 5:2, 1:2, 0:3, 4:3, 3:1       |

## Арени
| Денвер                 | Макніколс Спортс-арена Маямі-аренаclass=notpageimage\| Арени фіналу Кубка Стенлі 1996 | Маямі             |
| Макніколс Спортс-арена | Макніколс Спортс-арена Маямі-аренаclass=notpageimage\| Арени фіналу Кубка Стенлі 1996 | Маямі-арена       |
| Місткість: 16 061      | Макніколс Спортс-арена Маямі-аренаclass=notpageimage\| Арени фіналу Кубка Стенлі 1996 | Місткість: 14 696 |
|                        | Макніколс Спортс-арена Маямі-аренаclass=notpageimage\| Арени фіналу Кубка Стенлі 1996 |                   |

## Серія
| 4 червня 1996 | Колорадо Аваланч | 3 : 1 (0:1, 3:0, 0:0) | Флорида Пантерс | Макніколс Спортс-арена, Денвер |

| Протокол                                               | Протокол   | Протокол                | Протокол                      | Протокол |
| ------------------------------------------------------ | ---------- | ----------------------- | ----------------------------- | -------- |
|                                                        | Патрік Руа | Голкіпери               | Джон Ванбізбрук (00:00-59:58) |          |
| Скотт Янг (30:32) Майк Річчі (32:21) Уве Крупп (34:21) |            | Том Фіцджеральд (16:51) |                               |          |
| 10 хв.                                                 | Вилучення  | 16 хв.                  |                               |          |
| 30                                                     | Кидки      | 26                      |                               |          |

| 6 червня 1996 | Колорадо Аваланч | 8 : 1 (4:1, 3:0, 1:0) | Флорида Пантерс | Макніколс Спортс-арена |

| Протокол | Протокол   | Протокол          | Протокол                                                   | Протокол |
| --- | ---------- | ----------------- | ---------------------------------------------------------- | -------- |
| | Патрік Руа | Голкіпери         | Марк Фіцпатрік (00:00-40:00) Джон Ванбізбрук (40:00-60:00) |          |
| Петер Форсберг (04:11) Рене Корбе (10:43) Петер Форсберг (13:46) Петер Форсберг (15:05) Рене Корбе (24:37) Валерій Каменський (25:08) Джон Клемм (30:03) Джон Клемм (57:28) |            | Стю Барнс (07:52) |                                                            |          |
| 31 хв. | Вилучення  | 17 хв.            |                                                            |          |
| 30 | Кидки      | 28                |                                                            |          |

| 8 червня 1996 | Флорида Пантерс | 2 : 3 (2:1, 2:0, 0:0) | Колорадо Аваланч | Маямі-арена, Маямі |

| Протокол                                  | Протокол                      | Протокол                                              | Протокол                 | Протокол |
| ----------------------------------------- | ----------------------------- | ----------------------------------------------------- | ------------------------ | -------- |
|                                           | Джон Ванбізбрук (00:00-59:27) | Голкіпери                                             | Патрік Руа (00:00-59:55) |          |
| Рей Шеппард (09:14) Роб Нідермаєр (11:19) |                               | Клод Лем'є (02:44) Майк Кін (21:38) Джо Сакік (23:00) |                          |          |
| 6 хв.                                     | Вилучення                     | 9 хв.                                                 |                          |          |
| 34                                        | Кидки                         | 22                                                    |                          |          |

| 10-11 червня 1996 | Флорида Пантерс | 0 : 1 (3ОТ) (0:0, 0:0, 0:0, 0:0, 0:0, 0:1) | Колорадо Аваланч | Маямі-арена |

| Протокол | Протокол        | Протокол           | Протокол   | Протокол |
| -------- | --------------- | ------------------ | ---------- | -------- |
|          | Джон Ванбізбрук | Голкіпери          | Патрік Руа |          |
|          |                 | Уве Крупп (104:31) |            |          |
| 14 хв.   | Вилучення       | 16 хв.             |            |          |
| 63       | Кидки           | 56                 |            |          |

| Володар Кубка Стенлі 1996     |
| ----------------------------- |
| Колорадо Аваланч перший титул |

## Володарі Кубка Стенлі
| Володарі Кубка Стенлі «Колорадо Аваланч» | Воротарі: Патрік Руа, Стефан Фісе Захисники: Сільвен Лефевр, Уве Крупп, Олексій Гусаров, Крейг Воланін, Кертіс Лещишин, Сандіс Озоліньш, Джон Клемм, Адам Фут Нападники: Джо Сакік (К), Трой Мюррей, Майк Річчі, Петер Форсберг, Стефан Єлль, Дейв Геннан, Кріс Саймон, Валерій Каменський, Воррен Райкел, Адам Дедмарш, Рене Корбе, Клод Лем'є, Майк Кін, Скотт Янг Головний тренер: Марк Кроуфорд Генеральний менеджер: П'єр Лакруа |